# Фрідріх фон дер Гейдте
Барон Фрідріх Август фон дер Гейдте (нім. Friedrich August Freiherr von der Heydte; нар. 30 березня 1907, Мюнхен — пом. 7 липня 1994, Ландсгут, Нижня Баварія) — німецький воєначальник, оберст-лейтенант повітряно-десантних військ Вермахту, бригадний генерал Бундесверу. За часів Другої світової війни командував парашутно-десантним полком 2-ї парашутної дивізії Люфтваффе. Кавалер Лицарського хреста Залізного хреста з дубовим листям.

## Біографія
1 квітня 1925 року вступив у 19-й піхотний полк, потім служив у кавалерії, в вересні 1926 року вийшов у відставку. Отримав ступені доктора права і доктора політекономії.
В 1936 році вступив у вермахт, з 1939 року навчався у Військовій академії.
З 15 січня 1940 року — ордонанс-офіцер штабу 246-ї піхотної дивізії. В кінці 1940 року перейшов у парашутні війська і призначений командиром роти 3-го парашутного полку. З лютого 1941 року — командир 2-го батальйону свого полку. Учасник висадки на Крит, з жовтня 1941 року — боїв на радянсько-німецькому фронті.
В березні 1942 переведений в парашутний навчальний батальйон і відправлений у Північну Африку. Відзначився у боях під Ель-Аламейном. На початку 1943 року важко поранений і евакуйований в Німеччину.
З 1 березня 1943 року — 1-й офіцер Генштабу в штабі 2-ї парашутної дивізії. У вересні 1943 року потрапив у автокатастрофу і отримав серйозні поранення.
З 1 лютого 1944 року — командир 6-го парашутного полку, з яким з червня 1944 року бився у Нормандії. Відзначився у боях в районі каналу Альберта (Бельгія). З грудня 1944 командував бойовою парашутною групою, яка проводила операцію в тилу ворожих військ.
24 грудня 1944 взятий у полон американськими військами у районі Моншау. В липні 1947 року звільнений.
Служив у бундесвері, бригадний генерал.

## Звання
- Лейтенант резерву (1 червня 1936)
- Лейтенант (1 серпня 1936)
- Оберлейтенант (1 жовтня 1936)
- Гауптман (1 жовтня 1938)
- Майор (1 серпня 1941)
- Оберстлейтенант (1 серпня 1944)
- Оберст резерву (1 серпня 1956)
- Бригадний генерал резерву (18 жовтня 1962)

## Нагороди
- Почесний знак «За вірну службу» (25 років; 1938)
- Медаль «За вислугу років у Вермахті» 4-го класу (4 роки)

### Друга світова війна
- Залізний хрест 2-го класу (27 вересня 1939)
- Медаль «За будівництво оборонних укріплень» (1939)
- Нагрудний знак люфтваффе «За наземний бій»
- Знак парашутиста Німеччини (1940)
- Залізний хрест 1-го класу (26 вересня 1940)
- Штурмовий піхотний знак в сріблі (1941)
- Нарукавна стрічка «Крит»
- Лицарський хрест Залізного хреста з дубовим листям
  - Хрест (9 липня 1941) — як гауптман і командир 1-го батальйону 3-го парашутного полку
  - Дубове листя (№ 617; 30 вересня 1944) — як оберстлейтенант і командир 6-го парашутного полку
- Німецький хрест в золоті (9 березня 1942) — як гауптман і командир 1-го батальйону 3-го парашутного полку
- Медаль «За зимову кампанію на Сході 1941/42» (1942)
- Савойський військовий орден (Королівство Італія; 1942)
- Медаль «За військову доблесть» (Італія)
  - срібна (весна 1942)
  - срібна (осінь 1942)
- Нарукавна стрічка «Африка» (1943)
- Медаль «За італо-німецьку кампанію в Африці» (Королівство Італія; 1943)
- Відзначений у Вермахтберіхт
  - «У важких боях в місцях висадки ворожого десанту і при знищенні ворожих парашутно-десантних військ в тилу відзначились 736-й рейнсько-вестфальський гренадерський полк оберста Круга, 352-га піхотна дивізія генерал-лейтенанта Крайсса і 6-й парашутний полк майора фон дер Гейдте.» (11 червня 1944)
- Нагрудний знак ближнього бою в сріблі (25 жовтня 1944)

### Післявоєнний період
- Великий хрест Лицарського Ордена Святого Гробу Господнього в Єрусалимі (Ватикан; 1958)
- Лицар-командор із зіркою ордена святого Григорія Великого (Ватикан; 1960)
- Баварський орден «За заслуги» (21 травня 1974)
- Командорський хрест ордена «За заслуги перед Федеративною Республікою Німеччина» (17 березня 1987)
- Почесна відзнака Асоціації резервістів бундесверу в золоті (1987)